# Brodie Croyle
John Brodie Croyle (Rainbow City, 6 febbraio 1983) è un ex giocatore di football americano statunitense che ha militato nel ruolo di quarterback nella National Football League (NFL).

## Carriera
Croyle al college giocò a football con gli Alabama Crimson Tide portandoli alla vittoria del Cotton Bowl Classic 2006 di cui fu nominato miglior giocatore offensivo. Fu scelto nel corso del terzo giro (85º assoluto) del Draft NFL 2006. Nella sua prima stagione vide raramente il campo, mentre nella successiva divise il ruolo di quarterback titolare con Damon Huard. Il 18 novembre 2007 disputò la sua prima partita come titolare contro gli Indianapolis Colts. Da quel momento rimase titolare per il resto della stagione ma perse tutte le 6 partite che disputò in tale ruolo. Nominato titolare anche all'inizio della stagione 2008, si infortunò però a una spalla nella prima partita dei Chiefs. Fece ritorno nella settimana 7 ma si ruppe il legamento mediale collaterale, perdendo tutto il resto della stagione.
Croyle iniziò la stagione 2009 ancora una volta come quarterback titolare dei Chiefs, al posto dell'infortunato Matt Cassel. Fu svincolato dalla franchigia nel 2011 e in seguito firmò con gli Arizona Cardinals con cui passò due stagioni senza mai scendere in campo. Il 21 maggio 2012 annunciò il suo ritiro.